# Jizaque (província)
Jizaque (em usbeque: Жиззах; romaniz.: Jizzakh) é uma província (viloyatlar) do Usbequistão com capital em Jizaque. Tem 21 209 quilômetros quadrados e segundo censo de 2020, havia 1 382 060 habitantes.